# Оноріу Ермету Карнейру Леан
Оноріу Ермету Карнейру Леан (порт. Honorio Hermeto Carneiro Leão, маркіз де Парана; нар. 11 січня 1801, Жакуї — пом. 3 вересня 1856, Ріо-де-Жанейро) — бразильський політик, дипломат, суддя і монархіст Бразильської імперії. Парана народився сім'ї зі скромними коштами в Жакуї. Після навчання в Коїмбрському університеті в Португалії і повернення до Бразилії, Парана був призначений суддею в 1826 році, а потім підвищений до судді апеляційного суду. У 1830 році він був обраний представником Мінас-Жерайс в Палаті депутатів Бразилії; він був переобраний в 1834—1838 роках і займав цей пост до 1841 року.
Після зречення Педру I від влади в 1831 році регентство, створене для управління Бразилією під час правління меншості сина колишнього імператора, Педру II, незабаром розчинилося в хаосі. В 1837 році Парана сформував політичну партію, яка стала відома як Реакційна партія, яка на початку 1840-х і в середині 1850-х років перетворилася на — Консервативну партію Бразилії. Він та його партійний непохитний та беззастережний захист конституційного порядку дозволили країні вийти за рамки регентства, обтяженого серйозними суперечками та заколотами, які могли легко призвести до диктатури. Призначений Губернатором провінції Ріо-де-Жанейро в 1841 році, Парана допоміг придушити повстання на чолі з опозиційною Ліберальною партією наступного року. Також в 1842 році він був обраний сенатором від штата Мінас-Жерайс і призначений Педру II в Таємну раду.
Після багатьох років в опозиції, в 1849 році, Парана був призначений національним урядом Губернатором провінції Пернамбуку, щоб розслідувати Повстання Праєйра, яке відбулося роком раніше, і домагатися справедливого суду над повстанцями. Звинувачений своїми колегами по партії протягом багатьох років в опозиції і втратив більшу частину свого впливу у своїй власній партії, Парана прийняв посаду, вважаючи, що він може відновити своє місце серед своїх колег. Після того, як нація була умиротворена, він був відправлений в Уругвай в 1851 році, щоб створити союз з цією країною і з бунтівними аргентинськими провінціями Коррієнтес і Ентре-Ріос проти Аргентинської конфедерації. Союз восторжествував, і імператор підняв Парану до титулованого дворянства.
У 1853 році Парана був знову призначений головою Ради міністрів, очоливши дуже успішний кабінет, і став наймогутнішим політиком в країні. Виборча реформа, яку він розпочав, призвела до підриву національних політичних процесів і завдала серйозної шкоди системі парламентського правління. За свою роль у процесі реструктуризації Парана зіштовхнувся з лютою опозицією з боку більшості своїх колег, що призвело до фактичного розколу в Консервативній партії щодо його політики. З вересня 1856 року, під час свого перебування на посаді та в розпал своєї політичної кар'єри, він несподівано помер від невідомого лихоманкового стану. Історики вважають його одним із найвпливовіших державних діячів свого часу.

## Біографія

### Ранні роки
Оноріу Ермету Карнейру Леан народився 11 січня 1801 року у фрегезії (громадянський прихід) Жакуї, Мінас-Жерайс. Оноріу Ермету був сином Антоніу Нето Карнейру Леана та Жоани Северини Аугусти де Лемос. За батьківською лінією він походив з могутнього португальського клану Карнейру Леан, який оселився в Бразилії в XVII столітті. Антоніу Нето, однак, був набагато менш багатий, ніж його родичі. Офіцер у 1801 році, мав звання фурріеля (третій сержант). Просування його кар'єри було утруднене недоліками його характеру. Антоніу Нето був запальний і мав сильну особистість, що одного разу призвело до його арешту за непокору.
Оноріу Ермету спочатку жив у Паракату, потім переїхав до Віла-Ріки (нині Ору-Прету), на той час столицю Мінас-Жерайс, де він провів своє дитинство та юність. Його батько овдовів 10 лютого 1806 року.
У 1807 році він одружився з Рітою де Кассією Суаріш ду Куто, дочкою сестри його покійної дружини. Оноріу Ермету Карнейру Леан вважав Ріту де Касію своєю матір'ю, а її батько, полковник Ніколау Суаріша Куто, фактично виховав його.
У Оноріу Ермету була старша сестра, Бальбіна, і три однокровні сестри та однокровний брат, Ніколау Нето Карнейру Леан (пізніше барон Санта-Марії), від другого шлюбу його батька.

### Освіта
У віці 16 років Оноріу Ермету було призначено лейтенантом і прапороносцем 2-го кавалерійського полку і 1-ї роти міліції у Віла-Ріці. Антоніу Нето доклав великих зусиль для того, щоб дати Оноріу Ермету освіту набагато вищої якості, ніж очікувалося б, у сім'ї з їх обмеженими фінансовими коштами. Підвищення в званні капітана в 1819 році збільшило дохід Антоніу Нето, дозволивши його старшому синові поїхати в Португалію і вступити в юридичний факультет Коїмбрського університету в 1820 році, тим самим закінчивши коротку військову кар'єру Оноріу Ермету . Він був відмінним студентом і познайомився з іншими бразильцями в Коїмбрі, у тому числі з Пауліно Суаресом де Сузою (який стане одним з його найбільших союзників, а потім — і 1-м віконтом Уругуаї) і Ауреліано де Соуза Олівейра Кутінью (пізніше — віконт Септіби).
Під час Португальської революції 1820 року він підтримав конституціоналістів, які виступали за національну конституцію, щоб обмежити повноваження португальської монархії, проти абсолютистів, які віддали перевагу абсолютній монархії. Однак невідомо, чи він брав активну участь у повстанні, і якщо брав, то якою мірою. Оноріу Ермету був членом таємного товариства під назвою А Gruta (The Den), заснованого бразильськими студентами в Коїмбрі з основною метою перетворення Бразилії з монархії на республіку. Його республіканський підхід згодом зникне і зрештою буде замінено рішучою підтримкою монархізму .
Оноріу Ермету отримав ступінь бакалавра в галузі права у 1824 році і ступінь ліценціата 18 червня 1825 року. Також працював у юридичній фірмі протягом кількох місяців . Повернувся до Бразилії 8 серпня 1825 року на кораблі з іншими випускниками Коїмбри, серед яких Ауреліано Кутіньо та Жоаким Родрігес Торрес (який пізніше заснував Консервативну партію Бразилії з Оноріо Ермету і став віконтом Ітабораї). Під час перебування Оноріо Ермету в Європі його рідна країна здобула незалежність від Португалії та стала Бразильською імперією.

## Вступ у політику

### Світовий суддя та політик
20 травня 1826 року Оноріо Ермету одружився зі своєю сімнадцятирічної двоюрідною сестрою Марією Енрікететою Нето, дочкою брата свого батька Жуана Нето Карнейру Леме. На відміну від свого брата, Жуан Нето був багатою і впливовою людиною. У Оноріу Ермету та Марії Генрікети було п'ятеро дітей: Оноріу, Енріке (пізніше барон Парана), Марія Емілія, Марії Генрієта і Педру. Вигідний шлюб дозволив Оноріо Ермету стати рабовласником, взяти на себе бізнес свого дядька, який включав у себе домашню работоргівлю, а потім, у 1830-х роках, купити кав'ярню в провінції Ріо-де-Жанейро. Кава швидко стає найважливішим експортним товаром Бразилії і є високоприбутковою культурою. 
Оноріо Ермету вибрав типовий курс, відкритий для бразильців XIX століття, які стали багатими завдяки сімейним зв'язкам та заступництву: судова кар'єра, з очікуваннями вступу до політики. 14 жовтня 1826 року він був призначений на трирічний термін як juiz de fora (зовнішній суддя) з юрисдикцією над трьома селами в провінції Сан-Паулу. 25 серпня 1828 року Оноріу Ермету залишив Сан-Паулу, отримавши посаду auditor da marinha (суддя адміралтейства) в Ріо-де-Жанейро, столиці імперії, розташованої в однойменній провінції. Його перебування в Сан-Паулу та Ріо-де-Жанейро допомогло розширити його зв'язки. Імператор Педру I призначив його ouvidor (верховним суддею) наприкінці 1828 року та desembargador (регіональним апеляційним суддею) у 1829 році, посаду, яку Оноріу Ермету обіймав до своєї відставки у 1848 році.
У 1829 році Оноріу Ермету, влаштувавшись в імперській столиці, став депутатом (членом Палати депутатів Бразилії, Національної нижньої палати) як представник свого рідного штату Мінас-Жерайс. Він був обраний до законодавчого органу на термін, що починається в квітні 1830 року. Став членом Ліберальної партії, яка виступала проти Педру I і його політики. Як генеральний депутат, Оноріо Ермету протягом перших двох років грав непомітну роль, відсунувши на другий план Бернардо Перейру ді Васконселоса, лідера депутатів, що представляють Мінас Жерайс. Оноріу Ермету на перший погляд виглядав не вражаючою фігурою. Як і його батько, він був упертим, впертим і часто дратівливим. Однак у нього була впевненість в собі і потужна харизма, і він був енергійним, розумним, проникливим і природженим лідером.

### Політичні кризи

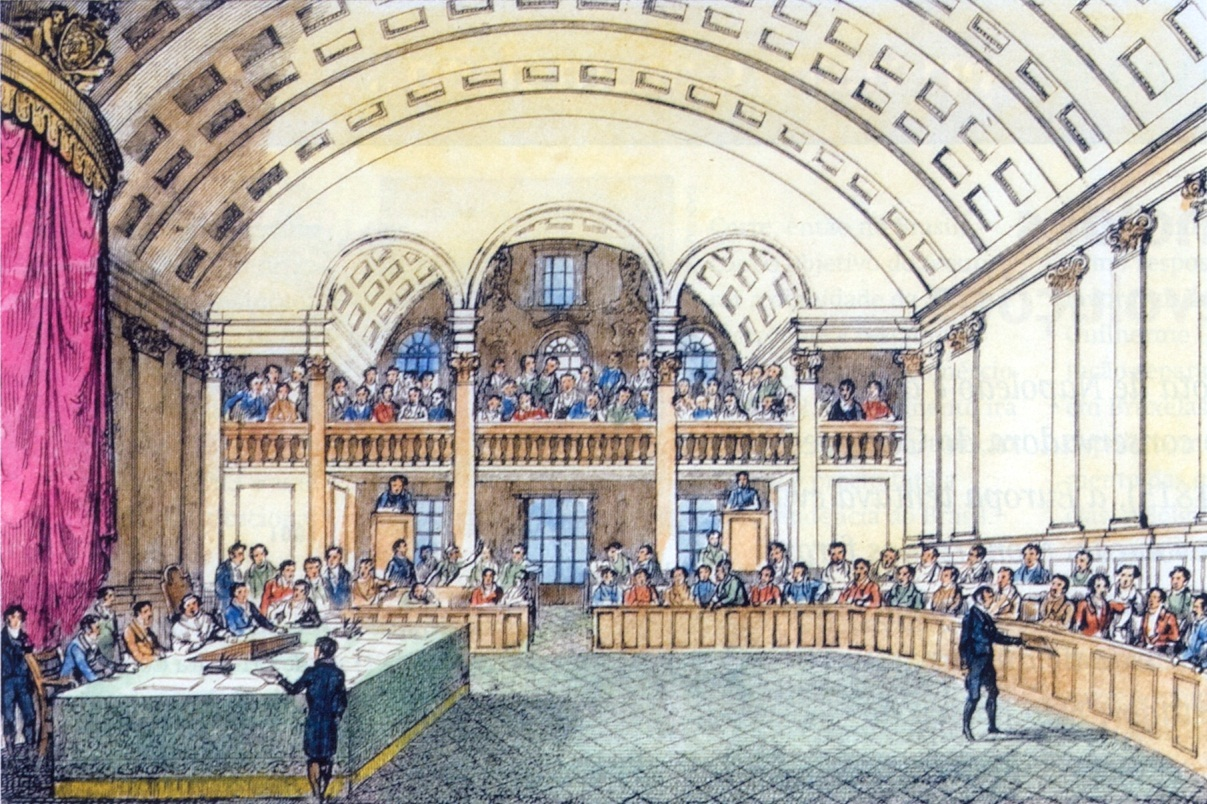
Палата депутатів, Нижня палата парламенту Бразильської імперії

Через ослаблення свого політичного становища і власних мотивів Педру I зрікся престолу 7 квітня 1831 року і відправився в Європу. Не маючи спільної мети в особі колишнього імператора, радикальне крило Ліберальної партії відокремилося. Оноріу Ермету залишився в Ліберальній партії, яка змінила свою назву на Помірну партію, щоб відокремитися від своїх радикалів. Тим часом, як новий імператор, Педру II, був тільки дитиною у віці п'яти років, було створено регентство — з невеликою ефективною владою. Це призвело до дев'яти років хаосу, протягом яких країна страждала від повстань і спроб державного перевороту, ініційованих непокірними політичними фракціями. 
19 липня 1831 року радикали і непокірні військові представили Палаті депутатів список з 89 бразильців, включаючи сенаторів, яких вони вимагали депортувати. Оноріу Ерметт виступив з промовою, в якій він сказав, що «ні сенатор, ні найскромніший громадянин, що належить до нижчого класу, не може бути депортований без судового переслідування і засудження... Навіть якщо громадянин є лиходієм, його права повинні дотримуватися...» всі депутати, крім одного, погодилися з ним, і інцидент був врегульований, при цьому кілька батальйонів були розформовані. Будучи дорослим, Педру II пізніше згадував, що його «стиль мови був неелегантним, і у нього було заїкання; але він зник, коли він був збуджений і весь час його аргументи були тісно пов'язані, і хтось дотепно помітив, що Оноріу Ермету, маркіз Парани, коли він заїкався, заїкався суперечками».
Друга криза вибухнула 30 липня 1832 року. Конституційна поправка, що передбачає більш широкі реформи, була прийнята Палатою депутатів, але як і раніше стикалася з серйозною опозицією в Сенаті. Діогу Антоніу Фейжо і Ауреліано Коутіно, обидва помірні, планували державний переворот. Фейжо повинен був взяти на себе диктаторські повноваження і негайно прийняти конституційну поправку, таким чином повністю обійшовши Сенат. Оноріу Ермету закликав своїх колег-депутатів підтримати конституцію: «ми не повинні завдавати шкоди правопорядку і конституційним принципам: ми можемо приймати справедливі закони ... і в поважній конституції ми маємо безпечні та законні способи дати нації те, що вона хоче... давайте не будемо порушувати її конституцію, оскільки це наша єдина гарантія». Він згуртував депутатів на свою думку, і, здобувши перемогу над неконституційною пропозицією, спроба перевороту була придушена.